# 加蘭護街橋
加蘭護街橋（英語：Granville Street Bridge）是加拿大卑詩省溫哥華市内一條懸臂桁架桥，橫越福溪並掠過固蘭湖島的上空，連接溫哥華市中心及福溪南岸。大橋共有8條行車綫，隸屬卑詩省99號公路。除了貫通加蘭護街外，大橋亦於福溪兩岸的其他道路設有匝道，包括北岸的詩磨街、太平洋街和豪街，和南岸的西四街、杉樹街和謙樂街。
從1889年到現在一共有三條橋曾稱為加蘭護街橋：
- 第一代加蘭護街橋於1889年1月4日通車。這條橋是木製，全長2400英尺，造價16000元，[1]潮漲時橋身僅僅在水位以上。[2]
- 第二代加蘭護街橋則以鋼鐵製造，[3]於1909年9月6日通車。[4]隨著固蘭湖島發展成工業區，電車公司亦於加蘭護街橋南端（即固蘭湖島上方）設站，以便工人通勤。[5]
- 第三代（即現時的）加蘭護街橋項目於1949年獲接納，大橋並於1954年2月4日通車，由溫哥華市政府自資興建。通車後首個月的汽車流量達100萬架次。[6]

第三代大橋位於第二代大橋的西面；第二代大橋的走綫可見於固蘭湖島上的舊橋街（Old Bridge Street），該條街道也因此為名。

## 圖片集

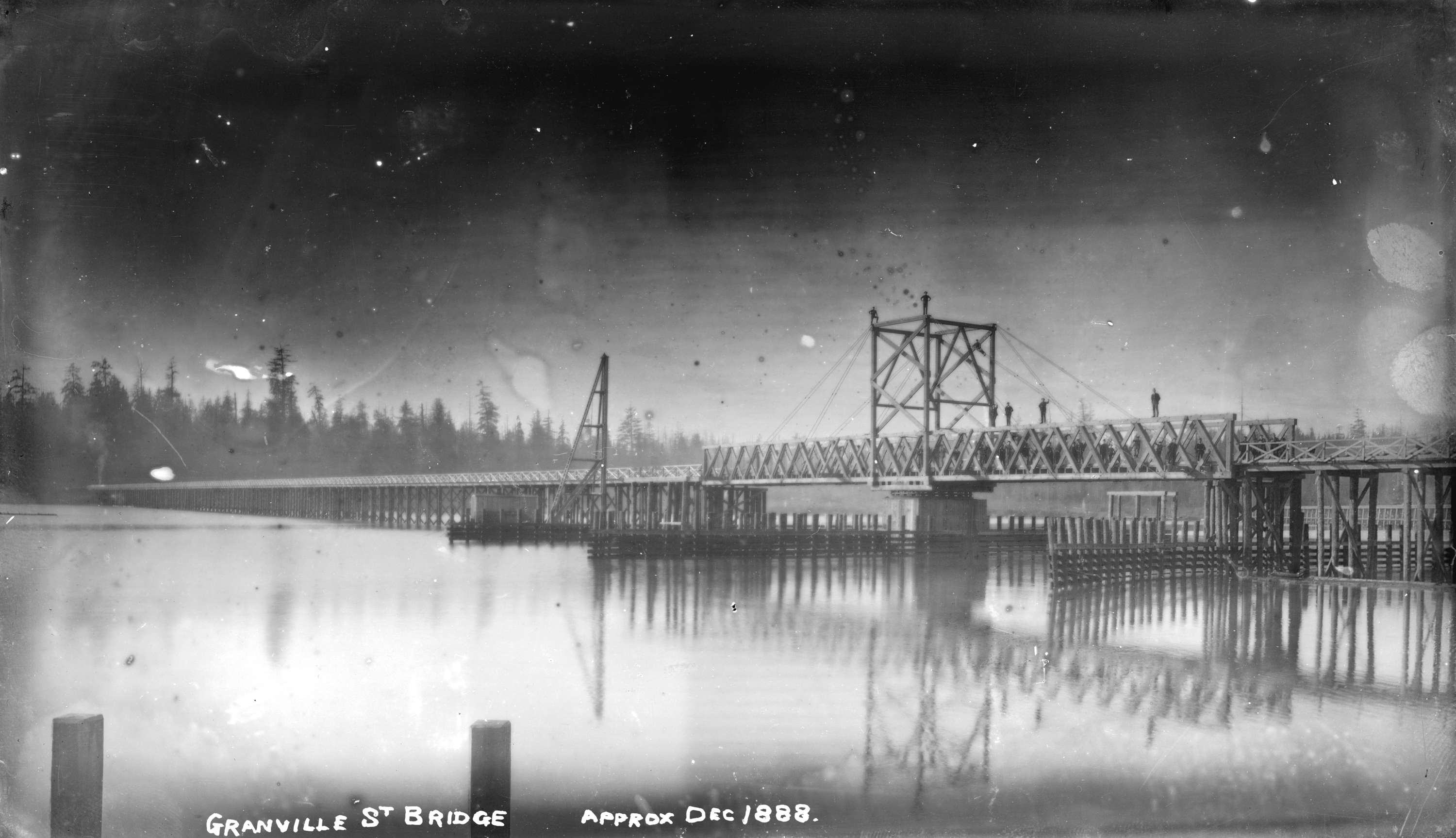
興建中的第一代加蘭護街橋（攝於1888年）
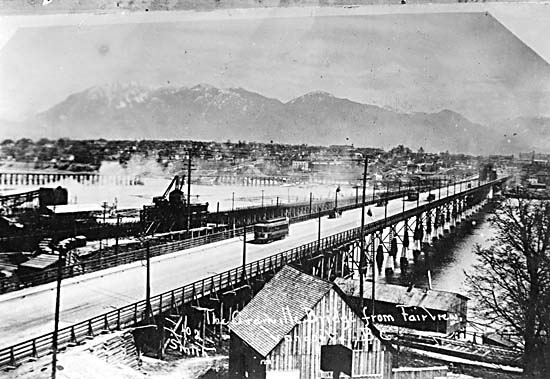
第二代加蘭護街橋（攝於1909年）
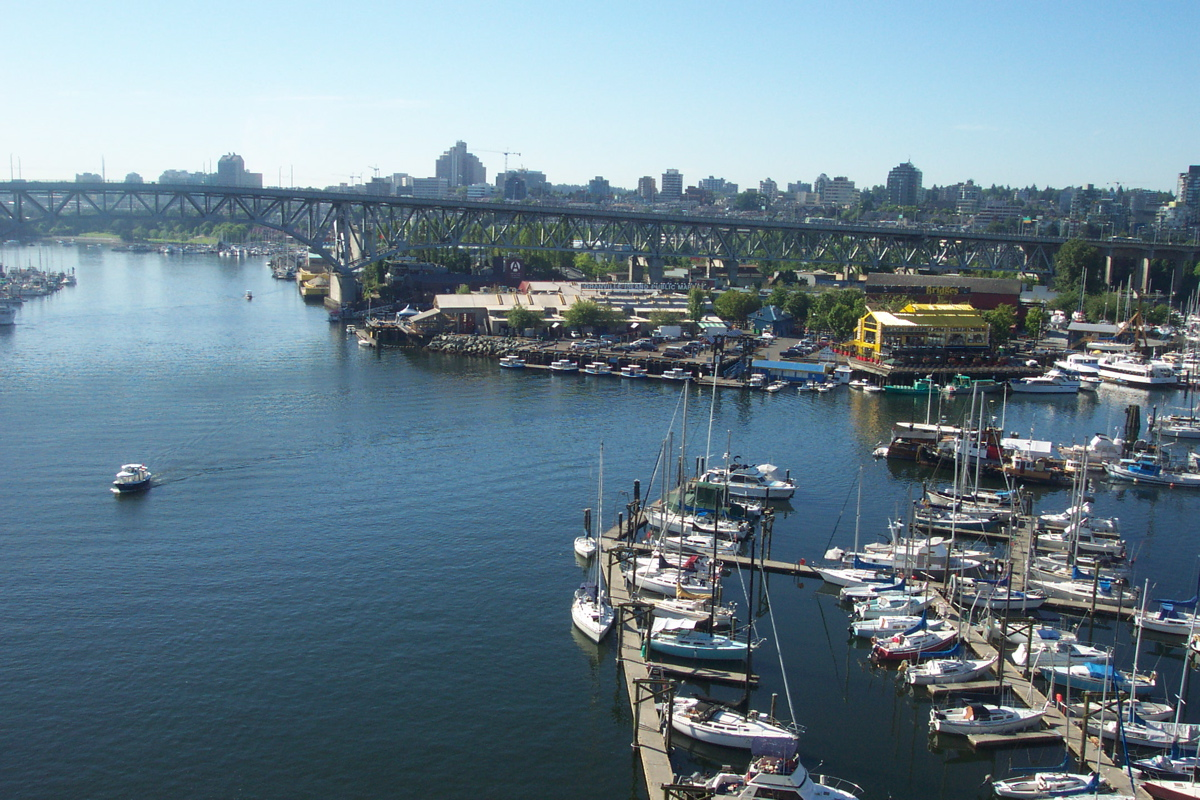
從布勒橋觀望加蘭護街橋
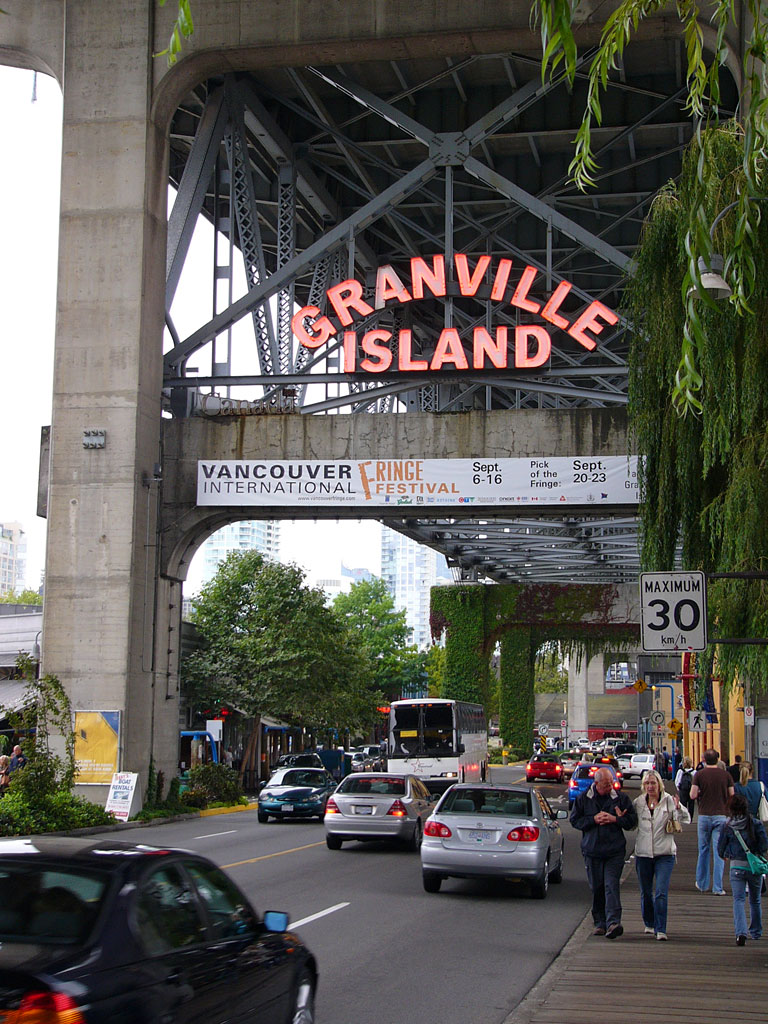
加蘭護街橋底部的固蘭湖島入口

## 外部連結
- 第二代加蘭護街橋拆卸工程和第三代加蘭護街橋興建過程影片 （页面存档备份，存于） - 溫哥華市政府檔案庫